# Osoriella pallidoemanu
Osoriella pallidoemanu is een spinnensoort in de taxonomische indeling van de buisspinnen (Anyphaenidae).
Het dier behoort tot het geslacht Osoriella. De wetenschappelijke naam van de soort werd voor het eerst geldig gepubliceerd in 1926 door Cândido Firmino de Mello-Leitão.